# Osowa (obwód żytomierski)
Osowa (ukr. Осова) – wieś na Ukrainie w rejonie emilczyńskim obwodu żytomierskiego. W 2001 roku liczyła 188 mieszkańców.